# Tartesso
Tartesso (in greco antico: Τaρτησσòς?, Tartēssòs, in latino Tartessus) è stata un'antica città-stato protostorica la cui ubicazione è ipotizzata (tradizionalmente) nell'Iberia meridionale, in particolare in Andalusia, nell'area del delta del Guadalquivir.
La sua potenza a lungo egemone nei mari d'Occidente, grazie all'esportazione in particolare di metalli, fu sostituita dall'arrivo dei Fenici dopo l'VIII secolo a.C. i quali, in seguito si sostituirono progressivamente ai tartessi. Il dominio fenicio sarebbe durato sino all'imporsi nel Mediterraneo occidentale della talassocrazia focea (VI secolo a.C.).
Tartesso fu sottomessa da Cartagine verso il 500 a.C.

## Tartesso nelle fonti antiche

### Tartesso nella Bibbia?
È probabilmente menzionata nell'Antico Testamento con il nome di Tarsis. Se ne parla tra l'altro nel libro di Ezechiele:
(Ez., 27.12)
In effetti con questo nome i Greci chiamavano l'estremo Occidente, dal quale provenivano i metalli, in particolare l'argento e lo stagno.

### Tartesso è la Turdetania?
Strabone (I secolo a.C.) riferisce:
(Strabone, Geografia III, 2-8)
Pausania (II sec. d. C.) descrive il territorio della città e da alcuni dettagli:
(Pausania, Descrizione della Grecia, 6. XIX.3.)
Tartesso è citata anche dallo storico latino Rufo Festo Avieno, che la identifica con Gades nell'opera Ora Maritima.
anche detta Gades nella barbara lingua locale»
(Rufo Festo Avieno, Ora Maritima II, 9-10)

## Storia

### Sovrani mitologici
- Gerione: Primo re mitologico di Tartesso. Secondo la leggenda era un gigante tricefalo, o anche con tre corpi, che pascolava i suoi buoi e le sue pecore nei pressi del Guadalquivir. Il mito narra che una delle dodici fatiche di Ercole fu il furto del bestiame di Gerione. Un'altra leggenda dice invece che Gerione era un gigante mitico che Ercole uccise e sulla cui tomba costruì la Torre di Ercole a La Coruña.
- Norace: Nipote di Gerione, conquistò il sud della Sardegna, dove fondò la città di Nora (vedi: Stele di Nora).
- Gargoris: Primo re della seconda dinastia mitologica tartessica, re dei Cureti. Inventò l'apicultura.
- Habis: Scoprì l'agricoltura, legando due buoi a un aratro. Promulgò le prime leggi, divise la società in sette classi e proibì il lavoro ai nobili. Sotto il suo regno si sviluppò un sistema sociale nel quale pochi privilegiati vivevano sulla miseria e la povertà della maggior parte della popolazione. Si dice che Habis divise il regno in sette città.

Su questi due ultimi sovrani è stata scritta la Tragicommedia di Gargoris e Habis, che racconta di un sistema sociale basato sullo sfruttamento e sulla prevaricazione dei più deboli, sviluppatosi dopo la scoperta dell'agricoltura.
Si tratta chiaramente di personaggi mitologici, la cui reale esistenza è tanto problematica quanto quella di Ercole.

### Eventi storici
Il territorio dove si ritiene fosse collocata Tartesso era sede durante il II millennio a.C. di un'importante facies culturale che si estendeva anche al Portogallo meridionale e all'Estremadura chiamata bronzo iberico del sud-ovest. Segni di una cultura materiale specificamente tartessica compaiono tra la tarda età del bronzo e l'età del ferro.

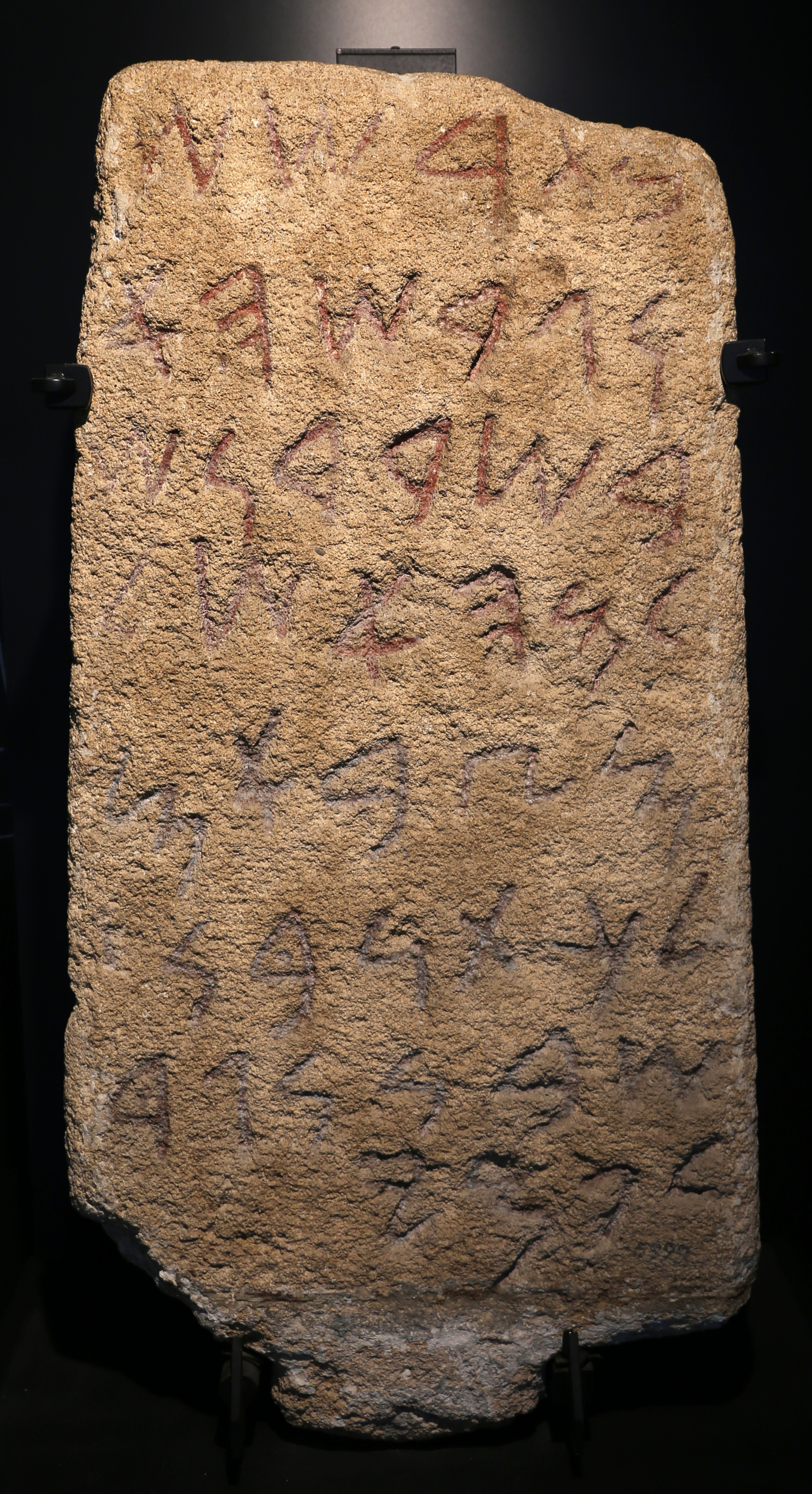
La stele di Nora riferisce forse di una spedizione militare fenicia a Tartesso.

#### Tarda età del bronzo (1200 a.C.-900 a.C.)
In questa fase si ha l'apparizione di insediamenti stabili dove si ha anche testimonianza di una certa stratificazione sociale
. I primi villaggi tartessici vengono datati quindi a questa tappa finale dell'età del bronzo; erano composti da case a pianta circolare ed erano situati in luoghi strategici da dove si potevano dominare le vie di accesso e le risorse agricole o minerarie del territorio circostante. Alcuni dei più importanti siti di questa epoca sono:
| - Setefilla (Siviglia) - Carmona (Siviglia) - Montemolín (Siviglia) | - El Berruco (Cadice) - Llanete de los Moros, Montoro (Cordova) - Colina de los Quemados (Cordova) |  |

#### Età proto-orientalizzante (900 a.C.-700 a.C.)

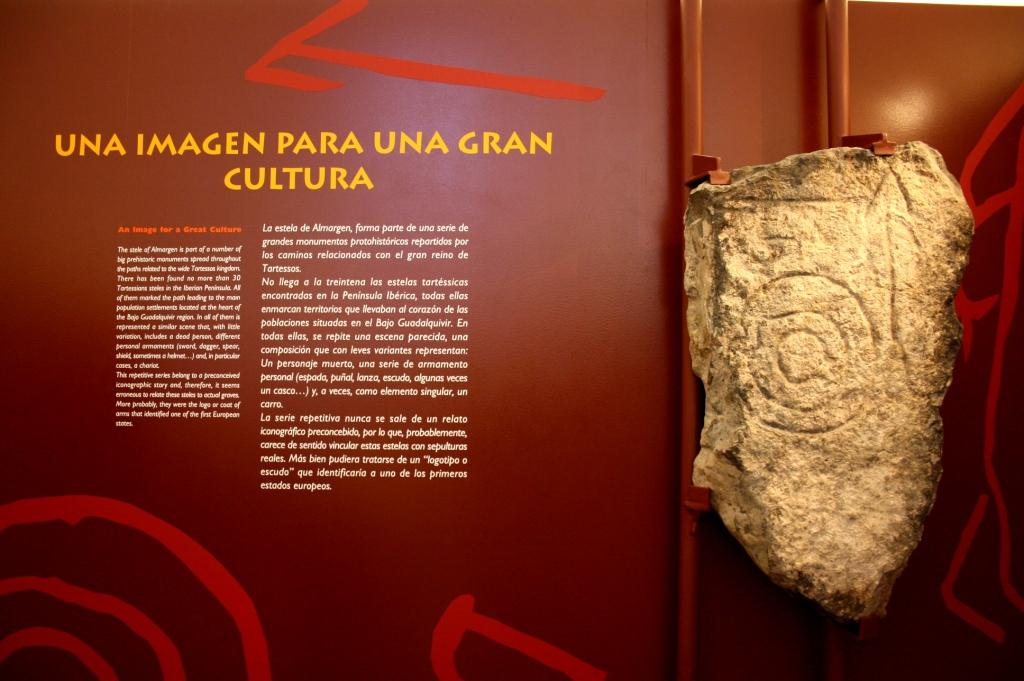
Stele da Almargen

Nel bronzo finale si ha un incremento sia della popolazione che degli oggetti in metallo (anche preziosi). I villaggi sono ancora costituiti da capanne circolari con pareti di fango e rami. La società è dominata da una élite militare le cui testimonianze archeologiche sono delle statue stele riproducenti dei guerrieri.
Nell'800 a.C. circa si registrano le prime influenze tartessiche in Andalusia orientale dove si intensifica lo sfruttamento delle miniere di argento nell'area del fiume Tinto.

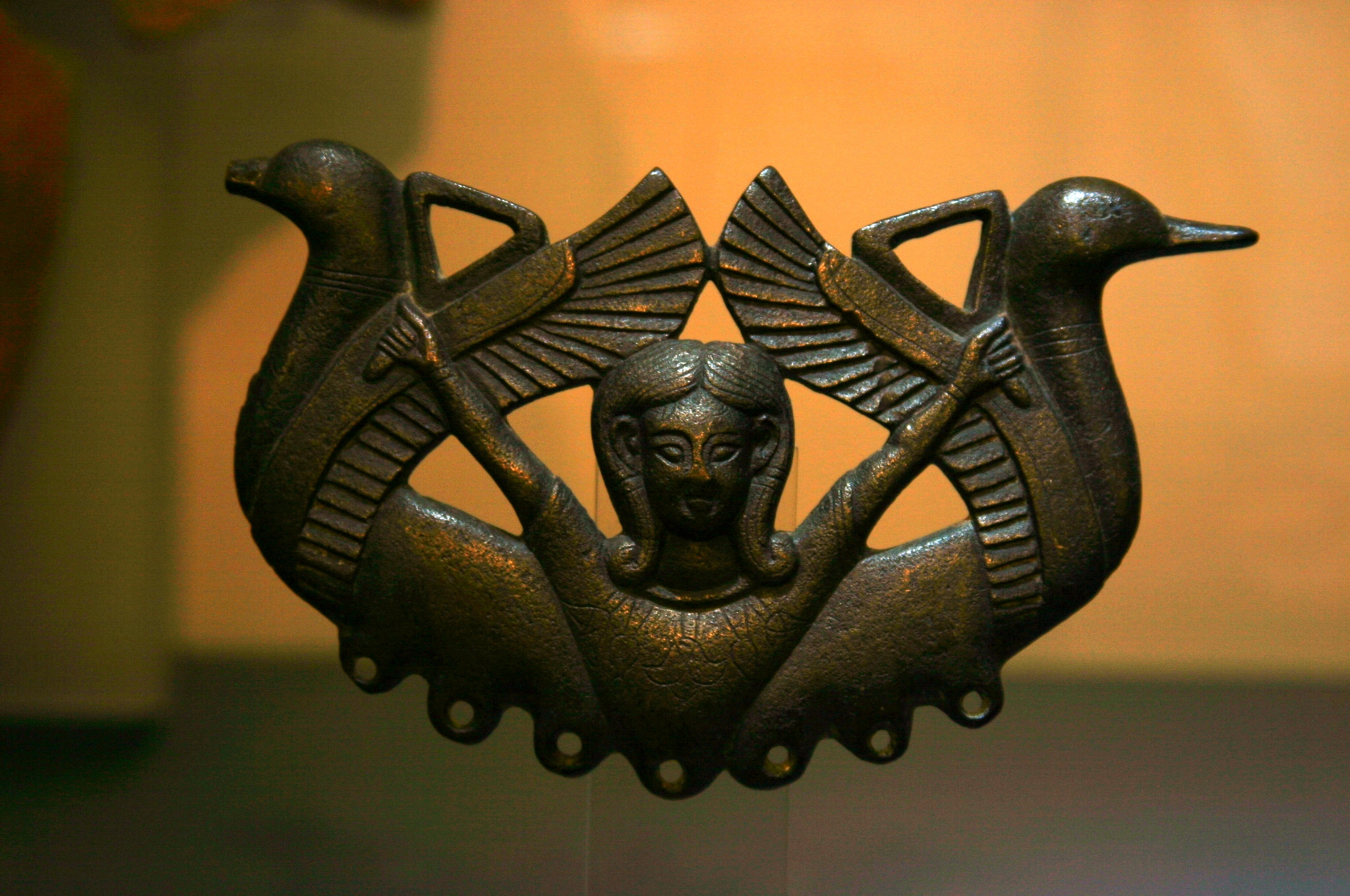
Il cosiddetto "Bronzo Carriazo" rappresentante la dea fenicia Astarte

#### Età orientalizzante (700 a.C.-650 a.C.)
L'età del ferro coincide con l'apogeo socio-culturale di questa civiltà; in alcuni centri vengono costruite delle mura difensive come nel caso dell'insediamento di Tejada la Vieja. La fondazione di enclavi commerciali fenicie avviò un processo di acculturazione con la conseguente adozione di nuove tecniche quali la ruota del vasaio o la tecnica della filigrana nel campo dell'oreficeria. Per quanto riguarda le usanze funebri il rito dell'incinerazione dei defunti sostituisce quello più antico dell'inumazione.

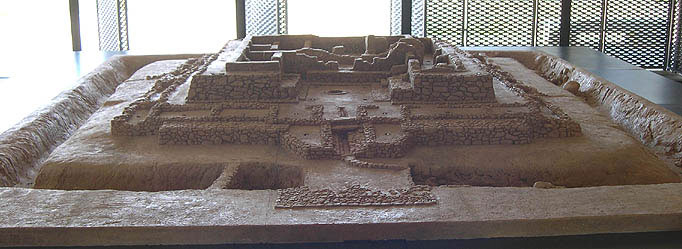
Modello del sito di Cancho Roano

#### Età tarda (650 a.C.-500 a.C.)
Di questo periodo ci è noto anche il nome di un re di Tartesso, Argantonio. Primo re di cui si ha evidenza storica e ultimo re di Tartesso. Visse 120 anni secondo Erodoto, sebbene alcuni storici ritengano che sotto questo nome siano in realtà raggruppati vari regnanti conosciuti con il medesimo nome. Lo stesso Erodoto riferisce che il suo regno durò 80 anni. Favorì il commercio con i greci, in particolare con la città di Focea che, durante il suo regno, istituì proprie colonie costiere nei pressi di Tartesso. I greci di Focea fondarono infatti in quel periodo due colonie in Spagna, Mainake (a est dell'odierna Malaga) e Hemeroskopeion (nella zona de Peñón de Ifac, presso Dénia).
Nella battaglia navale di Alalia (presso l'attuale Aleria) i Focesi vennero sconfitti dai Cartaginesi e Tartesso perse un forte alleato commerciale. Con la fine del predominio focese attuato da Cartagine e dagli Etruschi attorno al 535, in conseguenza dell'estensione dell'egemonia cartaginese, Tartesso fu distrutta da Cartagine. Tartesso sembra sparire dalla storia proprio in conseguenza della battaglia di Alalia.

#### XXI secolo
Il rinvenimento di un'antica iscrizione, scritta in un alfabeto sconosciuto di 26-32 caratteri, avvenuto nel giugno 2024, nuova luce sulla lingua di questa civiltà.

## Economia

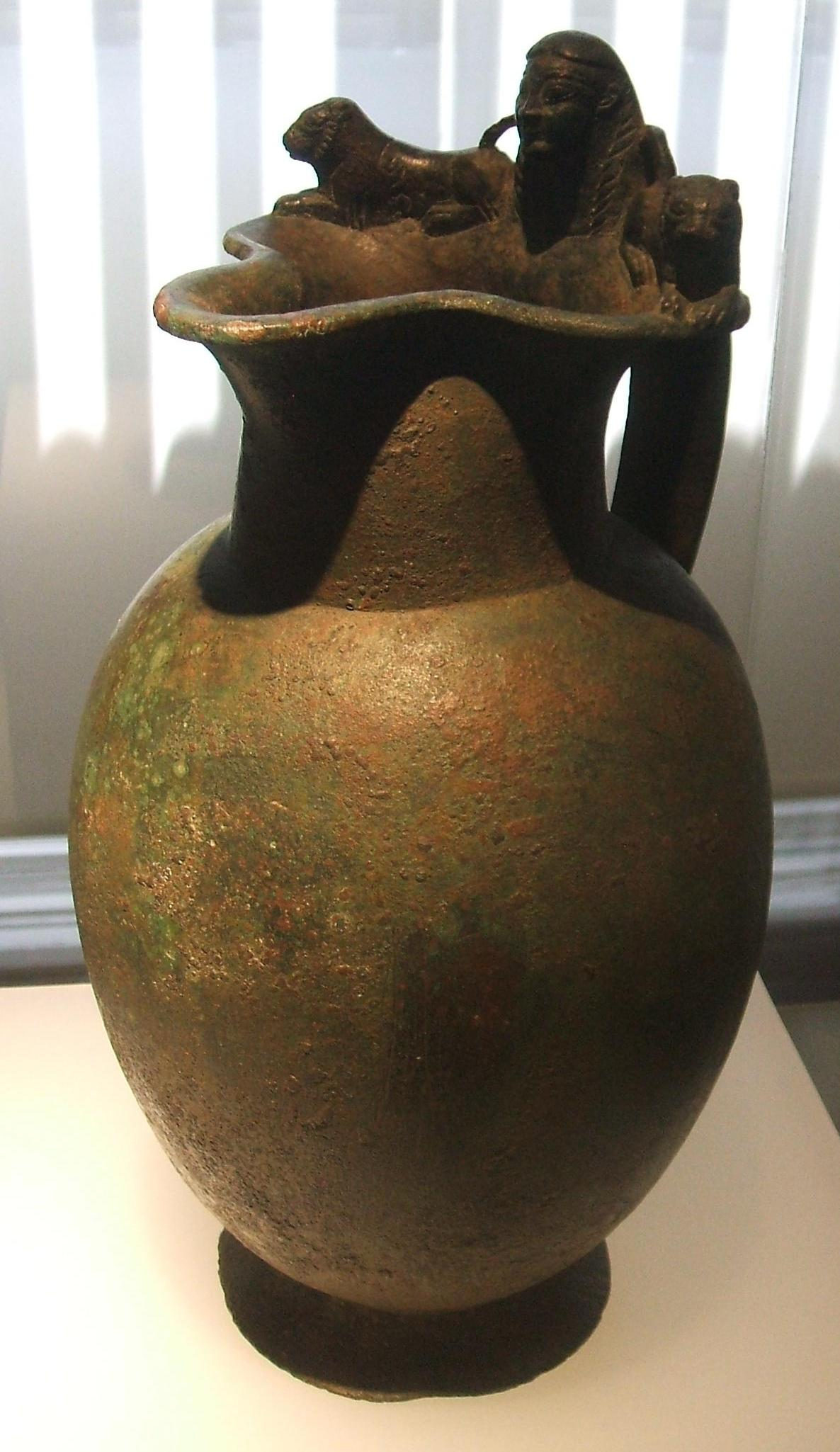
Il vaso di Valdegamas, forse di produzione (o imitazione) etrusca

La ricchezza di Tartesso era dovuta principalmente all'attività metallurgica e all'esportazione di oro, argento, rame, stagno, ferro e piombo. L'oro abbondava lungo i fiumi del sud e dell'ovest della penisola, l'argento nella regione di Huelva e lungo il corso del Guadalquivir, il rame e lo stagno oltre che dall'occidente iberico venivano importati dalle isole britanniche. Il ferro venne introdotto invece dai fenici che lo conobbero grazie alle loro relazioni con gli ittiti.
Il commercio era una parte fondamentale dell'economia tartessica. Le imbarcazioni si spingevano nell'oceano Atlantico fino alla Britannia nonché nei vicini fiumi di "Tartessos" e "Anas". Il commercio avveniva anche via terra lungo le vie che raggiungevano il Tago e la Meseta. Lungo queste rotte commerciali circolavano lingotti di metallo, di forma rettangolare, che venivano esportati nel vicino Oriente da mercanti fenici e greci.
Importanti attività erano anche l'agricoltura, l'allevamento e la pesca. Si specializzarono soprattutto sulla coltivazione di cereali, utilizzando tecniche importate dai fenici, ma anche di alberi da frutto.

## Religione
I dati a disposizione per la comprensione della religione tartessica sono scarsi ma si presume che, come gli altri popoli del Mediterraneo, i tartessici avessero una religione di tipo politeista. 
Fino a pochissimo tempo fa si pensava che i Tartessici rappresentassero le loro divinità solo tramite l'ausilio di elementi naturali o particolari pietre sacre. Tuttavia, nell'Aprile 2023, una campagna di scavi nel sito di El Turuñuelo ha ritrovato 5 rilievi, completi o parziali. I rilievi sono piatti sul retro e ciò suggerisce che fossero attaccati alle pareti del monumento ove sono stati ritrovati. Delle figure rappresentate, 2, abbastanza integre, sono femminili (riconoscibili poiché indossanti dei pregiati orecchini) una terza è maschile (riconoscibile da una pezzo di questo rilievo riconosciuto come parte di un elmo, suggerendo la rappresentazione di un guerriero). Le altre due, secondo alcune interpretazioni, rappresenterebbero una figura maschile e una femminile. Secondo Sebastián Celestino Pérez, codirettore del progetto, la scena rappresenterebbe un guerriero circondato dalle sue divinità protettrici.
Attraverso i fenici si diffuse il culto di divinità orientali quali Astarte e forse Melqart.

## Lingua

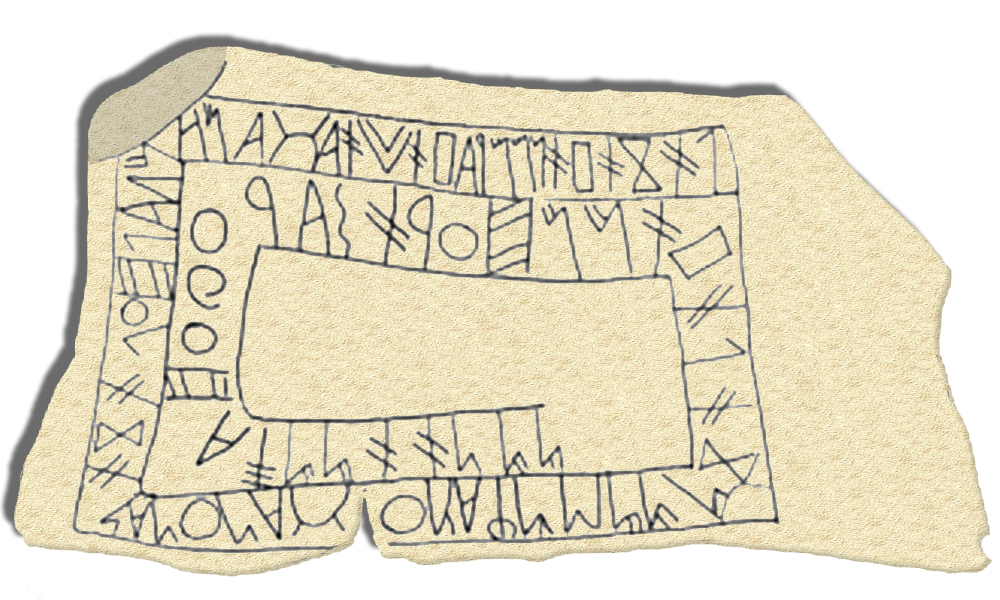
Iscrizione in lingua tartessica

Dalle ricerche linguistiche sembra probabile che vi si parlasse una particolare lingua, il cosiddetto tartessico di cui esiste traccia letteraria. Il tartessico, sorprendentemente, non risulta imparentato con il basco, con l'iberico e con il lusitano (quest'ultimo sicuramente indoeuropeo), che sono le altre famiglie linguistiche dell'Iberia precedenti all'arrivo dei Celti. C'è incertezza se farne una famiglia linguistica separata, o tentare di inserirlo nelle esistenti famiglie linguistiche. Il tartessico in effetti mostra qualche somiglianza con le lingue indoeuropee anatoliche (quali l'ittita e il luvio) e questo rafforzerebbe la tesi, a suo tempo proposta, che i fondatori della città fossero i cosiddetti Teres dei Popoli del Mare. Nel 2008 è stata avanzata l'ipotesi che il tartessico sia una lingua celtica.

## Ipotesi di collocazione di Tartesso

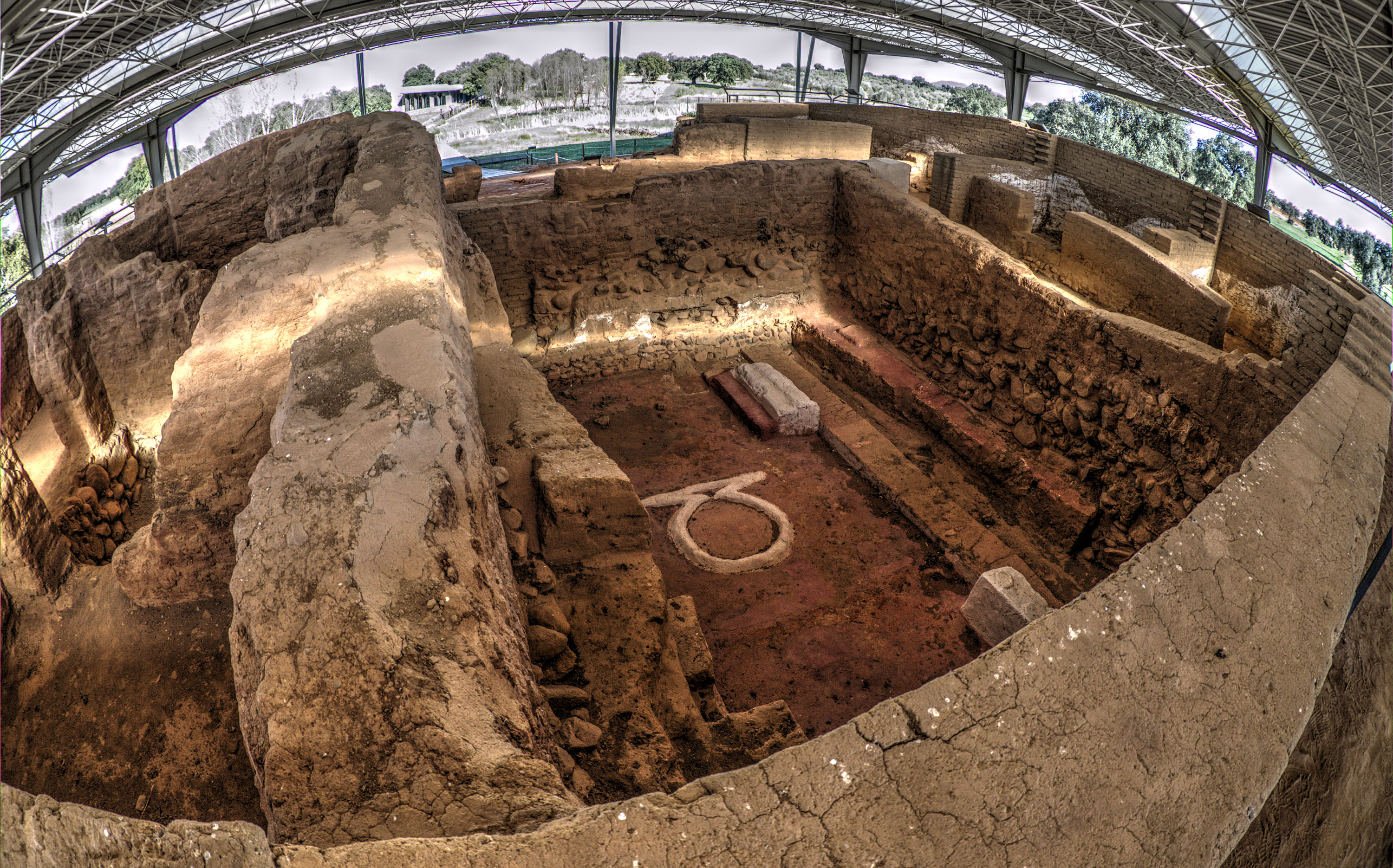
Sito archeologico di Cancho Roano, a Zalamea de la Serena

L'ipotesi che localizza Tartesso nella foce del Guadalquivir fino agli anni 1990 aveva perso consistenza; vari studiosi si erano espressi in maniera fortemente dubitativa circa la collocazione di Tartesso nella penisola iberica. Per esempio:
- Sabatino Moscati (1992), l'esperto di studi fenici, rifiutava la collocazione di Tartesso in terra di Spagna considerandola “altamente improbabile” e precisando che “solo tra l’VIII e il VI sec. a.C. la regione di Huelva e del basso Guadalquivir conobbe un fenomeno culturale rilevante ma solo grazie all'apporto dei Fenici”.
- C. G. Wagner e J. Alvar (2003), studiosi e storici spagnoli, smentivano l'esistenza, nella valle del Guadalquivir, di una cultura di alto livello risalente all'Età del Bronzo per “l'assenza di una continuità culturale che la giustifichi". Per essi, inoltre, il periodo in questione si caratterizzava per l'esistenza di un'"Epoca Oscura" che prevede “insediamenti insignificanti e poco importanti”.
Lo stesso Adolf Schulten, l'archeologo tedesco che nel ‘900 dedicò la sua esistenza alla vana ricerca delle antiche vestigia di Tartesso nella foce del Guadalquivir, arresosi davanti alla completa assenza di riscontri archeologici, invitava a estendere le ricerche ad altre regioni. 
Il primo riscontro archeologico fu nel 1958, due anni prima sua morte e due anni dopo J. M. Luzón fu il primo a identificare Tartessos con la moderna Huelva.
La prima campagna archeologica sistematica nel sito Cancho Roano a Zalamea de la Serena iniziò nel 1978 mentre i rinvenimenti nella necropoli e sito palaziale La Joya (20 ettari) presso Huelva spingono a identificare quest'ultima come l'antica Tartessos.

### Tartesso in Sardegna
Gli studiosi moderni che rifiutavano le dislocazioni iberiche, si limitavano però solo a evidenziare l'assenza di reperti archeologici rilevanti in terra spagnola senza presentare alcuna ipotesi alternativa; il cardinale Gianfranco Ravasi (presidente della Pontificia Commissione di Archeologia), rispettando la collocazione occidentale di Tarsis-Tartesso, sosteneva invece una secca alternativa alla Spagna, proponendo di identificare la misteriosa località con la Sardegna.
La localizzazione di Tartesso in Sardegna è stata sostenuta anche da Giuseppe Mura nel libro Tartesso in Sardegna.
Alcune ricerche scientifiche del 2013 basate sull'analisi degli isotopi dei minerali d'argento trovati in "fenicia" comparati agli antichi documenti, indicavano la Sardegna come l'isola di Tartesso.
Tuttavia nuove analisi nel 2018 confermano che, seppure la manifattura sia fenicia, l'origine del minerale del "tesoro di Carambolo", scoperto nel 1958, è appena a 20 km dal ritrovamento, nella vicina Camas,
non distante dal sito archeologico di "Casas del Turuñuelo" nella provincia di Badajoz, dove nel 2022 sono stati ritrovati degli idoli antropomorfi.